# Gory Guerrero
Salvador Guerrero Quesada, detto Gory (Ray, 11 gennaio 1921 – El Paso, 18 aprile 1990), è stato un wrestler statunitense, di origine messicana.
È stato uno dei primi lottatori professionisti ispanici, nei primi anni della lucha libre. Nel corso della sua lunga carriera ha lottato nell'Empresa Mexicana de la Lucha Libre (EMLL) e nella National Wrestling Alliance (NWA), oltre che per molte altre federazioni minori.
Ebbe sei figli, di cui due femmine (Cuqui e Linda) e quattro maschi (Chavo, Héctor, Mando ed Eddie). I quattro figli seguirono le orme del padre, diventando anch'essi wrestler; anche il figlio di Chavo, Chavo jr. è un lottatore, così come la figlia del defunto Eddie, Shaul Guerrero,che lotta col nome di Raquel Diaz. Inoltre Herlinda, moglie di Gory, era la sorella del wrestler messicano Enrique Llanes.

## Titoli e riconoscimenti
- Empresa Mexicana de la Lucha Libre
  - Mexican National Middleweight Championship (1)[4][5]
  - Mexican National Welterweight Championship (1)[6][7]
  - NWA World Light Heavyweight Championship (2)1[8]
  - NWA World Welterweight Championship (1)2[9]
  - World Middleweight Championship (1)3[10]
  - Rookie of the Year (1943)
- NWA Hollywood Wrestling
  - NWA Americas Tag Team Championship (1) – con Chavo Guerrero Sr.[11]
- Pacific Northwest Wrestling
  - NWA Pacific Northwest Tag Team Championship (1) – con Luigi Macera[12]
- Professional Wrestling Hall of Fame
  - Classe del 2019 - International Wrestler
- Southwest Championship Wrestling
  - SCW Southwest Junior Heavyweight Championship (1)[13]
- Southwest Sports, Inc.
  - NWA Texas Tag Team Championship (1) – con Cyclone Anaya[14][15]
- Western States Sports
  - NWA World Tag Team Championship (Amarillo version) (6) - con Gordo Chihuahua (1), Luis Hernandez (2), Pancho Lopez (1), Ricky Romero (1) e Sonny Myers (1)[16]
- Wrestling Observer Newsletter
  - Wrestling Observer Newsletter Hall of Fame (Classe del 1996)